# Sabella judica
Sabella judica är en ringmaskart som beskrevs av François Louis Nompar de Caumont de Laporte 1842. Sabella judica ingår i släktet Sabella och familjen Sabellidae. Inga underarter finns listade i Catalogue of Life.